# Golovin (Alaska)
Golovin es una ciudad situada en el área censal de Nome en el estado estadounidense de Alaska. Según el censo de 2010 tenía una población de 156 habitantes.

## Demografía
Según el censo de 2010, Golovin tenía una población en la que el 4,5% eran blancos, 0,0% afroamericanos, 92,9% amerindios, 0,0% asiáticos, 0,0% isleños del Pacífico, el 0,6% de otras razas, y el 1,9% pertenecían a dos o más razas. Del total de la población el 0,6% eran hispanos o latinos de cualquier raza.

## Localidades adyacentes
El siguiente diagrama muestra a las localidades más próximas a Golovin.